# Grand Prix Formule 1 van Nederland 1978
De Grand Prix Formule 1 van Nederland 1978 werd verreden op 27 augustus op het circuit van Zandvoort. Het was de dertiende race van het seizoen.

## Uitslag
| Pos. | Nr. | Coureur               | Constructeur       | Rondes | Tijd / Oorzaak uitval | Grid | Punten |
| ---- | --- | --------------------- | ------------------ | ------ | --------------------- | ---- | ------ |
| 1    | 5   | Mario Andretti        | Lotus-Ford         | 75     | 1:41:04.23            | 1    | 9      |
| 2    | 6   | Ronnie Peterson       | Lotus-Ford         | 75     | +0,32 s               | 2    | 6      |
| 3    | 1   | Niki Lauda            | Brabham-Alfa Romeo | 75     | +12,21 s              | 3    | 4      |
| 4    | 2   | John Watson           | Brabham-Alfa Romeo | 75     | +20,92 s              | 8    | 3      |
| 5    | 14  | Emerson Fittipaldi    | Fittpaldi-Ford     | 75     | +21,5 s               | 10   | 2      |
| 6    | 12  | Gilles Villeneuve     | Ferrari            | 75     | +45,95 s              | 5    | 1      |
| 7    | 11  | Carlos Reutemann      | Ferrari            | 75     | +1:00.52              | 4    |        |
| 8    | 26  | Jacques Laffite       | Ligier-Matra       | 74     | +1 Ronde              | 6    |        |
| 9    | 8   | Patrick Tambay        | McLaren-Ford       | 74     | +1 Ronde              | 14   |        |
| 10   | 7   | James Hunt            | McLaren-Ford       | 74     | +1 Ronde              | 7    |        |
| 11   | 25  | Héctor Rebaque        | Lotus-Ford         | 74     | +1 Ronde              | 20   |        |
| 12   | 20  | Jody Scheckter        | Wolf-Ford          | 73     | +2 Rondes             | 15   |        |
| NF   | 33  | Bruno Giacomelli      | McLaren-Ford       | 60     | Spin                  | 19   |        |
| NF   | 16  | Hans-Joachim Stuck    | Shadow-Ford        | 56     | Transmissie           | 18   |        |
| NF   | 31  | René Arnoux           | Martini-Ford       | 40     | Chassis               | 23   |        |
| NF   | 37  | Arturo Merzario       | Merzario-Ford      | 40     | Motor                 | 26   |        |
| DQ   | 19  | Vittorio Brambilla    | Surtees-Ford       | 37     | Geduwd bij start      | 22   |        |
| NF   | 15  | Jean-Pierre Jabouille | Renault            | 35     | Motor                 | 9    |        |
| NF   | 30  | Brett Lunger          | McLaren-Ford       | 35     | Motor                 | 21   |        |
| NF   | 32  | Keke Rosberg          | Wolf-Ford          | 21     | Ongeluk               | 24   |        |
| NF   | 27  | Alan Jones            | Williams-Ford      | 17     | Gaspedaal             | 11   |        |
| NF   | 29  | Nelson Piquet         | McLaren-Ford       | 16     | Transmissie           | 25   |        |
| NF   | 4   | Patrick Depailler     | Tyrrell-Ford       | 13     | Motor                 | 12   |        |
| NF   | 22  | Derek Daly            | Ensign-Ford        | 10     | Transmissie           | 16   |        |
| NF   | 35  | Riccardo Patrese      | Arrows-Ford        | 0      | Ongeluk               | 13   |        |
| NF   | 3   | Didier Pironi         | Tyrrell-Ford       | 0      | Ongeluk               | 17   |        |
| NS   | 18  | Rupert Keegan         | Surtees-Ford       |        | Blessure              |      |        |
| NQ   | 17  | Clay Regazzoni        | Shadow-Ford        |        |                       |      |        |
| NQ   | 10  | Michael Bleekemolen   | ATS-Ford           |        |                       |      |        |
| NQ   | 9   | Jochen Mass           | ATS-Ford           |        |                       |      |        |
| PQ   | 23  | Harald Ertl           | Ensign-Ford        |        |                       |      |        |
| PQ   | 39  | Danny Ongais          | Shadow-Ford        |        |                       |      |        |
| PQ   | 36  | Rolf Stommelen        | Arrows-Ford        |        |                       |      |        |

## Wetenswaardigheden
- Dit is de laatste Grand Prix gewonnen door een Amerikaanse rijder.

## Statistieken
| Pole-position | Mario Andretti | Lotus-Ford         | 1:16.36 |
| Snelste ronde | Niki Lauda     | Brabham-Alfa Romeo | 1:19.57 |

## Noot
- Dit was de vijfde Grand Prix-start voor een Ierse coureur.

1948 · 1949 · 1950 · 1951 · 1952 · 1953 · 1955 · 1958 · 1959 · 1960 · 1961 · 1962 · 1963 · 1964 · 1965 · 1966 · 1967 · 1968 · 1969 · 1970 · 1971 · 1973 · 1974 · 1975 · 1976 · 1977 · 1978 · 1979 · 1980 · 1981 · 1982 · 1983 · 1984 · 1985 · 2020 · 2021 · 2022 · 2023 · 2024 · 2025  · 2026